# Cristoforo Bendazzi
Cristoforo Bendazzi (Alfonsine, 1924 – fiume Brenta, 28 aprile 1945) è stato un partigiano italiano.

## Biografia
Studente del Liceo Torricelli di Faenza, sin dai giorni successivi all'8 settembre 1943 entrò nella Resistenza armata con il nome di battaglia di Rino, unendosi ad una delle prime esigue formazioni partigiane operanti in Romagna, il Gruppo Libero, trasformatosi nel 1944 nella ben più numerosa e organizzata Brigata Garibaldi Romagnola operante nell'Appennino forlivese.
Successivamente, a seguito del temporaneo disfacimento della formazione partigiana a causa di un pesante rastrellamento nazifascista, si unì nell'estate dello stesso anno alla neocostituita 28ª Brigata GAP "Mario Gordini" operante nella pianura ravennate, divenendone comandante di battaglione e prendendo parte a molti scontri con i nazifascisti.
A seguito dello sfondamento della Linea Gotica da parte delle forze alleate e della liberazione di Ravenna, la Brigata (rinominata 28ª Brigata Garibaldi "Mario Gordini") passò alle dipendenze prima della 8ª Armata alleata e successivamente, dall'inizio del 1945 fino alla fine della guerra, del neonato Gruppo di Combattimento "Cremona", con la nomina di Bendazzi a comandante della 6ª Compagnia nelle ultime fasi della guerra.
Gli ultimi giorni del conflitto, giorni dopo la proclamazione della Liberazione, la 28ª Brigata ancora combatteva nel Veneto, avanguardia delle forze avanzanti verso la liberazione di Venezia.
"Rino" – come ricorda la motivazione della medaglia d'argento alla memoria -
Così descrive l'episodio Arrigo Boldrini nel suo "Diario di Bulow":
Verso le 22 il comando tedesco, tramite i patrioti del luogo, offre la resa che viene concordata da alcuni ufficiali del comando della 2ª brigata britannica che opera in questo settore affiancata alla 28ª. Via mare arrivano altre unità alleate. Si stabilisce che le operazioni per il disarmo e la presa in consegna dei prigionieri avvengano il 29 aprile. Il presidio tedesco è composto di circa 1.000 soldati.»
È l'ultimo caduto della Brigata, l'ultimo decorato al valor militare: la capitolazione delle forze nazifasciste sul territorio italiano avverrà ufficialmente il 29 aprile, il giorno dopo la sua morte.
Alla sua memoria è stato intitolato il campo sportivo di Alfonsine.